# Altica chalybea
Pour les articles homonymes, voir Altise de la vigne.
Espèce
Altica chalybea appelé l'altise de la vigne comme Altica lythri est une espèce d'insectes coléoptères de la famille des Chrysomelidae, de la sous-famille des Galerucinae (ou des Alticinae selon certaines classifications). Il est originaire de l'Amérique du Nord.
C'est un insecte phytophage dont les adultes hibernent dans les boutons de la vigne et peuvent causer des dégâts sérieux au printemps, en début de croissance de la plante. Les larves se nourrissent des feuilles mais ne causent généralement pas de dégâts importants.

## Distribution
L'aire de répartition d'Altica chalybea est limitée à l'Amérique du Nord (États-Unis et Canada).

## Description
Altica chalybea est un petit insecte de 3 à 5 mm de long, au corps de forme ovoïde, de couleur bleu ou bleu-violet à reflets métalliques.